# 欧洲投资银行
欧洲投资银行（英語：European Investment Bank）是歐洲聯盟的投資銀行，由歐盟成員國擁有，為全球最大的超國家貸款機構之一。

## 历史
是欧盟的金融机构，1958年根据《罗马条约》创立，总部在卢森堡，同时，在布鲁塞尔、巴黎、罗马、赫尔辛基、雅典、柏林、里斯本、伦敦、马德里、华沙、伊斯坦布尔、布加勒斯特、突尼斯、达喀尔、拉巴特、内罗毕、法兰西堡、悉尼、比勒陀利亚和开罗设有办事处。